# Johannes Conrad Schauer
Johannes Conrad Schauer (Fráncfort del Meno,  16 de febrero de 1813 - Eldena, 24 de octubre de 1848) fue un botánico alemán; interesado en Espermatófitas. Fue Profesor de Botánica en la Universidad de Greifswald, Alemania. Sus obras publicadas son descripciones de mirtáceas de Australia Occidental.

## Honores

### Eponimia
- (Acanthaceae) Schaueria Nees[4]

- (Lamiaceae) Schaueria Hassk.[5]
- La abreviatura «Schauer» se emplea para indicar a Johannes Conrad Schauer como autoridad en la descripción y clasificación científica de los vegetales.[6]